# عبد الله حشلاف
عبد الله حشلاف من أشهر رجال العلم والإفتاء في الجزائر أثناء الحقبة الفرنسية من مواليد 1872 بمستغانم، ببوقيراط درس القرآن وعلومه بمسقط رأسه، ليلتحق بجامع الزيتونة ويتخرج منه سنة 1908، لينكب على البحث والعلم والمعرفة، 
ويعد سيدي عبد الله حشلاف نسَابة الجزائر والذي ألف كتاب سلسلة الأصول في شجرة أبناء الرسول صلى الله عليه وسلم، إذ يعد مرجعا أصيلا لا يكاد بحث في الأنساب لا يعتمد عليه، ويعتبر من أولائل الكتب الأكاديمية التي حُقَ للجزائر أن تفتخر بسبقها وأصلها في مجال العلم والمعرفة.

## مؤلفاته
• كتاب القول الفصل في جواز زيارة أولياء الله الكُمَل.
• كتاب بهجة الأنوار في نسب آل النبي المختار.
• كتاب روضة العاشق في شمائل ابن المشرقي الصادق.
• كتاب الإرشاد في تجديد العهود والأوراد
• كتاب الشرف المصون لآل كنون.

## تكريمات
- قلده الباي في تونس نيشان الافتخار 1926 عرفانا لجهده وخدمة للدين والعروبة.

## وفاته
توفي العلامة يوم 17 جوان 1937 م